# Open 13 Provence 2018 - Qualificazioni singolare
Le qualificazioni del singolare dell'Open 13 Provence 2018 sono state un torneo di tennis preliminare per accedere alla fase finale della manifestazione. I vincitori dell'ultimo turno sono entrati di diritto nel tabellone principale. In caso di ritiro di uno o più giocatori aventi diritto a questi sono subentrati i lucky loser, ossia i giocatori che hanno perso nell'ultimo turno, ma che avevano una classifica più alta rispetto agli altri partecipanti che avevano comunque perso nel turno finale.

## Teste di serie
1. Quentin Halys (primo turno)
2. Ruben Bemelmans (qualificato)
3. Serhij Stachovs'kyj (ultimo turno, lucky loser)
4. Stefano Travaglia (qualificato)

1. Norbert Gombos (qualificato)
2. Oscar Otte (primo turno)
3. Yannick Maden (ultimo turno)
4. Calvin Hemery (ultimo turno)

## Qualificati
1. Il'ja Ivaška
2. Ruben Bemelmans

1. Norbert Gombos
2. Stefano Travaglia

### Lucky loser
1. Serhij Stachovs'kyj

## Tabellone

### Legenda
| - Q = Qualificato - WC = Wild card - LL = Lucky loser | - ALT = Alternate - SE = Special Exempt - PR = Protected Ranking | - w/o = Walkover - r = Ritirato - d = Squalificato |

### Sezione 1
|  | Primo turno | Primo turno       | Primo turno       | Primo turno | Primo turno |  |  | Ultimo turno | Ultimo turno      | Ultimo turno      | Ultimo turno | Ultimo turno |  |
|  |             |                   |                   |             |             |  |  |              |                   |                   |              |              |  |
|  | 1           | Quentin Halys     | Quentin Halys     | 3           | 4           |  |  |              |                   |                   |              |              |  |
|  |             | Kenny de Schepper | Kenny de Schepper | 6           | 6           |  |  |              | Kenny de Schepper | Kenny de Schepper | 3            | 4            |  |
|  |             | Il'ja Ivaška      | 4                 | 6           | 7           |  |  |              | Il'ja Ivaška      | Il'ja Ivaška      | 6            | 6            |  |
|  | 6           | Oscar Otte        | 6                 | 1           | 63          |  |  |              |                   |                   |              |              |  |

### Sezione 2
|  | Primo turno | Primo turno          | Primo turno          | Primo turno | Primo turno |  |  | Ultimo turno | Ultimo turno    | Ultimo turno    | Ultimo turno | Ultimo turno |  |
|  |             |                      |                      |             |             |  |  |              |                 |                 |              |              |  |
|  | 2           | Ruben Bemelmans      | Ruben Bemelmans      | 6           | 6           |  |  |              |                 |                 |              |              |  |
|  |             | Javier Martí         | Javier Martí         | 1           | 1           |  |  | 2            | Ruben Bemelmans | Ruben Bemelmans | 6            | 6            |  |
|  | Alt         | Geoffrey Blancaneaux | Geoffrey Blancaneaux | 64          | 2           |  |  | 8            | Calvin Hemery   | Calvin Hemery   | 4            | 4            |  |
|  | 8           | Calvin Hemery        | Calvin Hemery        | 7           | 6           |  |  |              |                 |                 |              |              |  |

### Sezione 3
|  | Primo turno | Primo turno         | Primo turno    | Primo turno | Primo turno |  |  | Ultimo turno | Ultimo turno        | Ultimo turno        | Ultimo turno | Ultimo turno |  |
|  |             |                     |                |             |             |  |  |              |                     |                     |              |              |  |
|  | 3           | Serhij Stachovs'kyj | 1              | 6           | 7           |  |  |              |                     |                     |              |              |  |
|  |             | Matthias Bachinger  | 6              | 1           | 5           |  |  | 3            | Serhij Stachovs'kyj | Serhij Stachovs'kyj | 4            | 2            |  |
|  | WC          | Antoine Hoang       | Antoine Hoang  | 4           | 2           |  |  | 5            | Norbert Gombos      | Norbert Gombos      | 6            | 6            |  |
|  | 5           | Norbert Gombos      | Norbert Gombos | 6           | 6           |  |  |              |                     |                     |              |              |  |

### Sezione 4
|  | Primo turno | Primo turno        | Primo turno        | Primo turno | Primo turno |  |  | Ultimo turno | Ultimo turno      | Ultimo turno      | Ultimo turno | Ultimo turno |  |
|  |             |                    |                    |             |             |  |  |              |                   |                   |              |              |  |
|  | 4           | Stefano Travaglia  | Stefano Travaglia  | 7           | 6           |  |  |              |                   |                   |              |              |  |
|  | WC          | Alexei Popyrin     | Alexei Popyrin     | 64          | 2           |  |  | 4            | Stefano Travaglia | Stefano Travaglia | 7            | 7            |  |
|  |             | Ricardo Ojeda Lara | Ricardo Ojeda Lara | 1           | 0           |  |  | 7            | Yannick Maden     | Yannick Maden     | 6(1)         | 67           |  |
|  | 7           | Yannick Maden      | Yannick Maden      | 6           | 6           |  |  |              |                   |                   |              |              |  |